# Wizz Air Ukraine
Wizz Air Ukraine Airlines LLC fue una división ucraniana de la aerolínea de bajo coste húngara Wizz Air, para cubrir los de vuelos de Ucrania tanto por territorio nacional como internacional. Comenzó sus operaciones el día 11 de junio del año 2008. Su aeropuerto principal fue el Aeropuerto Internacional de Kiev-Zhuliany y, como bases secundarias, el Aeropuerto Internacional de Leópolis y el Aeropuerto Internacional de Donetsk.

## Historia
Wizz Air Ukraine inició operaciones nacionales en Ucrania el 11 de julio de 2008 y luego agregó vuelos internacionales. Posteriormente se detuvieron las operaciones nacionales.
En octubre de 2013, la aerolínea abrió su segunda base en el aeropuerto internacional de Donetsk, desplegando un avión allí y abriendo seis nuevas rutas (Bérgamo, Londres-Luton, Memmingen, Roma-Fiumicino, Kutaisi y Dortmund). Sin embargo, la base de Donetsk fue cerrada el 30 de abril de 2014 debido a la crisis de Ucrania. En aquel momento se operaban desde Donetsk vuelos a Roma-Fiumicino, Bérgamo, Lárnaca, Budapest y Dortmund.
Para suplir el cierre de la base de Donetsk, Wizz Air Ucrania abrió una nueva base en el Aeropuerto Internacional de Leópolis, operando vuelos a Valencia, Roma-Fiumicino, Tel Aviv, Nápoles, Barcelona y Kutaisi.Además, añadieron vuelos Kiev-Lárnaca-Kiev.
El 26 de marzo de 2015, se anunció que Wizz Air Ucrania cerraría el 20 de abril de 2015 debido a la crisis de Ucrania. Ocho rutas desde Kiev, la mitad de ellas a Alemania, han sido asumidas por la empresa matriz Wizz Air (Colonia/Bonn, Dortmund, Lübeck, Memmingen, Budapest, Katowice, Lárnaca y Londres-Luton), mientras que las diez rutas restantes desde Kiev (Barcelona, Bérgamo, Kutaisi, Moscú, Nápoles, Valencia y Treviso) y Leópolis (Bérgamo, Nápoles y Treviso) que eran operadas por Wizz Air Ucrania han cesado por completo. Los dos Airbus A320-200 de Wizz Air Ucrania fueron traspasados a Wizz Air; uno permanecía en Kiev y el otro fue trasladado al aeropuerto internacional de Košice.
En noviembre de 2018, se informó que Wizz Air había anunciado planes para reactivar su filial Wizz Air Ucrania, aproximadamente tres años después de su cierre. Según el plan, Wizz Air Ucrania intentará completar la certificación en 2019, tras la adquisición de veinte aviones A320neo y A321neo. Las bases se desarrollarían en Kiev y otras ciudades del país. Para 2025, el objetivo era tener un flujo de pasajeros de 6 millones de pasajeros al año. Las tensiones en el país, que desembocaron en la invasión rusa de Ucrania, dieron al traste con el nuevo proyecto.

## Antiguos destinos
Wizz Air Ukraine operó vuelos a los siguientes destinos:
| Países      | Destinos     | Aeropuertos                                               | Desde | Desde | Desde |
| Países      | Destinos     | Aeropuertos                                               | IEV   | DOK   | LWO   |
| ----------- | ------------ | --------------------------------------------------------- | ----- | ----- | ----- |
| Alemania    | Colonia/Bonn | Aeropuerto de Colonia/Bonn                                | X     |       |       |
| Alemania    | Dortmund     | Aeropuerto de Dortmund                                    | X     | X     |       |
| Alemania    | Lübeck       | Aeropuerto de Lübeck                                      | X     |       |       |
| Alemania    | Memmingen    | Aeropuerto de Memmingen                                   | X     | X     |       |
| Bulgaria    | Sofía        | Aeropuerto de Sofía                                       | X     |       |       |
| Chipre      | Lárnaca      | Aeropuerto Internacional de Lárnaca                       | X     | X     |       |
| España      | Barcelona    | Aeropuerto Josep Tarradellas Barcelona-El Prat            | X     |       | X     |
| España      | Gerona       | Aeropuerto de Gerona                                      | X     |       |       |
| España      | Valencia     | Aeropuerto de Valencia                                    | X     |       | X     |
| Georgia     | Kutaisi      | Aeropuerto de Kopitnari                                   | X     | X     | X     |
| Hungría     | Budapest     | Aeropuerto de Budapest-Ferenc Liszt                       | X     | X     |       |
| Israel      | Tel Aviv     | Aeropuerto Internacional Ben Gurión                       |       |       | X     |
| Italia      | Bérgamo      | Aeropuerto de Bérgamo-Orio al Serio                       | X     | X     | X     |
| Italia      | Nápoles      | Aeropuerto de Nápoles-Capodichino                         | X     |       | X     |
| Italia      | Roma         | Aeropuerto de Roma-Fiumicino                              |       | X     | X     |
| Italia      | Treviso      | Aeropuerto de Sant'Angelo Treviso                         | X     |       | X     |
| Italia      | Venecia      | Aeropuerto Internacional Marco Polo                       | X     |       |       |
| Polonia     | Katowice     | Aeropuerto Internacional de Katowice                      | X     |       |       |
| Ucrania     | Donetsk      | Aeropuerto Internacional de Donetsk (hub secundario)      | X     |       |       |
| Ucrania     | Járkov       | Aeropuerto Internacional de Járkov                        | X     |       |       |
| Ucrania     | Kiev         | Aeropuerto Internacional de Kiev-Zhuliany (hub principal) |       | X     | X     |
| Ucrania     | Leópolis     | Aeropuerto Internacional de Leópolis (hub secundario)     | X     |       |       |
| Ucrania     | Simferópol   | Aeropuerto Internacional de Simferópol                    | X     |       |       |
| Reino Unido | Londres      | Aeropuerto de Londres-Luton                               | X     | X     |       |
| Rusia       | Moscú        | Aeropuerto Internacional de Moscú-Vnúkovo                 | X     |       |       |

## Flota histórica
Wizz Air Ukraine operó los siguientes Airbus A320-232 durante su existencia:
| Aeronaves       | Total | Introducido | Retirado | Matrículas                      |
| --------------- | ----- | ----------- | -------- | ------------------------------- |
| Airbus A320-232 | 4     | 2008        | 2015     | UR-WUA, UR-WUB, UR-WUC y UR-WUD |